# Kryptokoryna
Kryptokoryna (Cryptocoryne Fisch. ex Wydler, 1830) je rod vodních a obojživelných jednoděložných rostlin z čeledi árónovitých (Araceae). Rod zahrnuje přibližně 60 druhů. Pochází vesměs z tropické Asie od Indie po Novou Guineu, některé druhy zdomácněly i v jiných oblastech tropů. Řada druhů kryptokoryn se pěstuje jako akvarijní rostliny.

## Nomenklatura

### Platné jméno
Cryptocoryne Fisch. ex Wydler, 1830

### Typový druh
Cryptocoryne spiralis (Retz. ) Fisch. ex Wydler, 1830 (≡Arum spirale Retz., 1779)

### Synonyma
- Arum L.,  1753
- Ambrosinia L.,  1764
- Lagenandra Dalzell in Hooker,  1852
- Pentastemona Steenis,  1982

## Areál rozšíření
Přirozený areál výskytu zahrnuje tropickou jižní a jihovýchodní Asii, především Malajsii, Singapur, Indonésii a Novou Guineu.

## Stanoviště
Typickým životním prostředím kryptokoryn jsou potoky a řeky s pomalejší vodou v nížinném pralese. Žijí také v sezónně zatápěných pralesních jezírkách a na březích řek zatápěných jen při vysoké vodě.

## Popis
Kryptokoryny jsou jednodomé rostliny, samčí a samičí květy jsou společně v jednom květenství, které je obaleno pro arónovité typickým toulcem. U kryptokoryn je toulec trubkovitý, nahoře rozšířený v ocáskatě prodlouženou čepel (anglicky se proto kryptokoryny nazývají water trumpet, vodní trubka). Ponořené kryptokoryny se rozmnožují převážně vegetativně, kořenovými výběžky, oddenky či plazivými odnožemi. Kvetou jen emerzní (vynořené) rostliny nebo rostliny v mělké vodě, jejichž květenství má možnost dosáhnout nad hladinu. K opylení dochází samosprášením nebo s pomocí drobného hmyzu. U kryptokoryn je ovšem v přírodě poměrně časté mezidruhové křížení a polyploidie, což vede ke snížené nebo zcela ztracené plodnosti některých populací.
Nejbližším příbuzným kryptokoryn je rod Lagenandra.

## Historie
První kryptokorynu vědecky popsal Anders Jahan Retzius v roce 1779 pod jménem Arum spirale. Rod Cryptocoryne vytvořil botanik Friedrich Ernst Ludwig von Fischer až roku 1828, ale jeho popis byl platně (validně) publikován teprve o dva roky později.
Biologická klasifikace jednotlivých druhů kryptokoryn je vesměs nejasná, velmi komplikovaná a vědci na ni mají řadu rozdílných názorů.

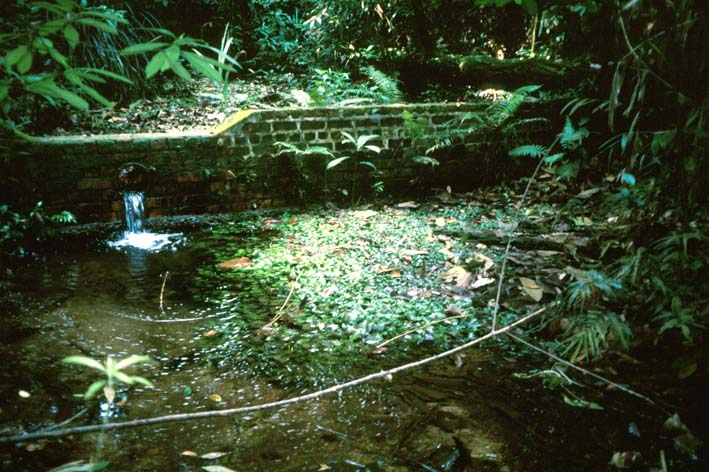
Biotop Cryptocoryne timahensis v národním parku Bukit Timah v Singapuru

V Česku se taxonomií kryptokoryn zabýval Karel Rataj, který rod rozdělil do 4 podrodů a 16 sekcí, ale jeho revize nebyla ve vědeckém světě všeobecně přijata. Jednu z kryptokoryn, kterou popsal, pojmenoval po známém českém akvaristovi Rudolfu Zukalovi - kryptokoryna Zukalova (C. zukalii Rataj).

## Významné druhy
Mezi kryptokoryny patří řada běžně pěstovaných akvarijních rostlin. První čtyři kryptokoryny dovezla do Evropy pěstírna Henkel v Darmstadtu v letech 1906 až 1908. Čeští akvaristé tradičně pěstují kryptokorynu červenou (Cryptocoryne affinis N.E.Br. ex Hook.f.) s fialovočerveným rubem tmavězelených kopinatých listů, kryptokorynu sumatránskou (C. pontederiifolia Schott) se světlejšími srdčitými listy, kryptokorynu kadeřavou (C. crispatula Engl. var. balansae (Gagnep. ) N.Jacobsen) s dlouhými vzplývajícími kadeřavými listy a řadu dalších druhů. Vzhledem k pralesnímu původu je většina druhů kryptokoryn stínomilných a nevyžadujících intenzivní osvětlení nádrže. Mnoho druhů kryptokoryn je však velmi citlivých k prostředí a je pěstováno pouze specialisty nebo vůbec ne.

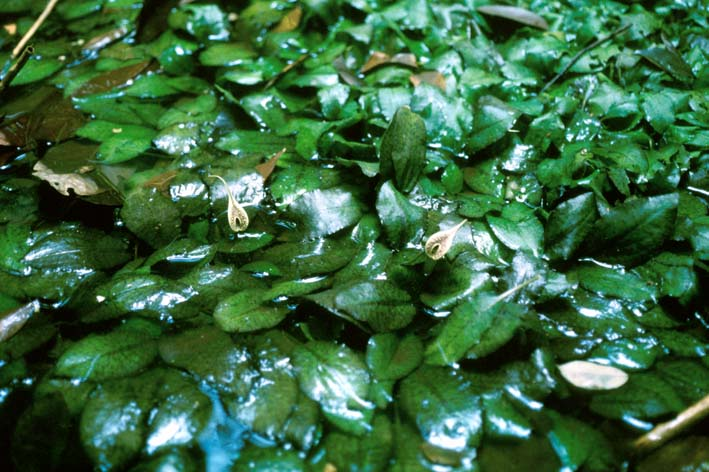
Detail divoce rostoucí kolonie kryptokoryn Cryptocoryne timahensis

Řada druhů kryptokoryn je vážně ohrožena vyhubením, neboť jsou ničena jejich přirozená stanoviště. Endemická C. × timahensis Bastm. je v Singapuru na červeném seznamu, neboť je na své jediné známé lokalitě vážně ohrožena ilegálním sběrem. Na druhou stranu byly některé jiné kryptokoryny např. C. beckettii Thwaites ex Trimen, zavlečeny do Severní Ameriky, kde se invazivně šíří; ve své domovině na Srí Lance je však tento druh naopak považován za ohrožený.

## Pěstování v akváriu

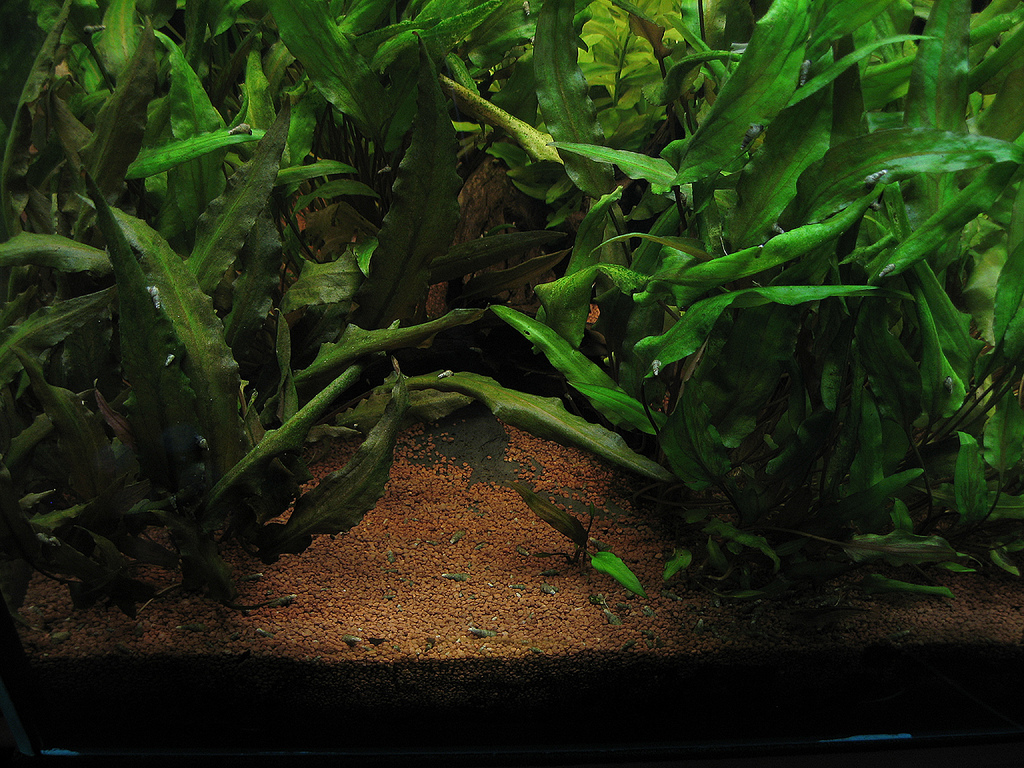
Submerzní kryptokoryny v akváriu (pravděpodobně některý z cejlonských druhů)

Řada druhů kryptokoryn se pěstuje v akváriích.